# Macrourus
A Macrourus a sugarasúszójú halak (Actinopterygii) osztályának a tőkehalalakúak (Gadiformes) rendjébe, ezen belül a hosszúfarkú halak (Macrouridae) családjába tartozó nem.

## Rendszerezés
A nembe az alábbi 5 faj tartozik:
- Macrourus berglax Lacepède, 1801 - típusfaj
- Macrourus caml McMillan, Iwamoto, Stewart & Smith, 2012
- Macrourus carinatus (Günther, 1878)
- Macrourus holotrachys Günther, 1878
- Macrourus whitsoni (Regan, 1913)

## Források

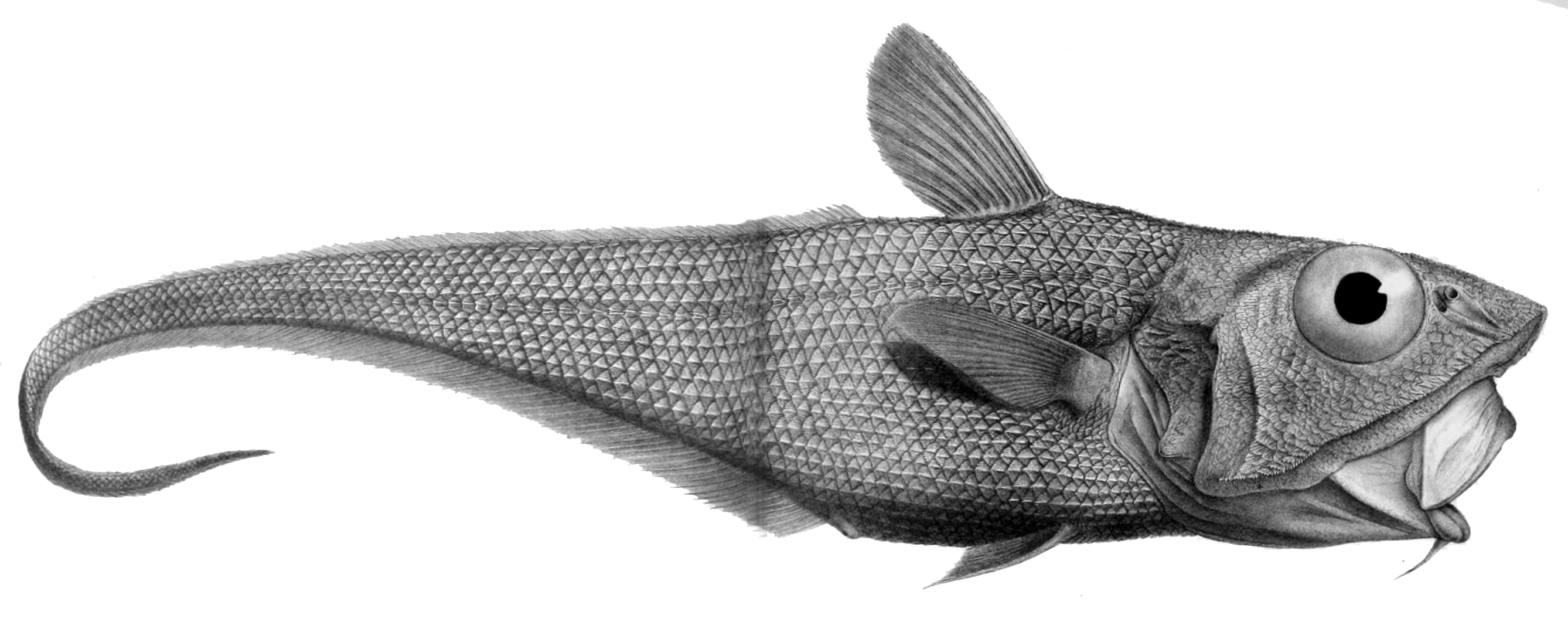
Macrourus carinatus